# Brazilian Warrant Co
Brazilian Warrant Company, ou Brazilian Warrant Agency and Finance Company Limited, foi uma empresa de capital inglês com atividade no Brasil fundada em 1909, do ramo de exportação de café, açúcar e cereais.

## História
Foi fundada por diretores da firma de exportação de café E. Johnston.

### Valorização do café em 1921
Em 1921 a super produção de café levou a baixo dos preços. O governo federal de Epitácio Pessoa interveio no mercado comprando estoques de café. Essa operação foi financiada em fevereiro de 1921 por um empréstimo do grupo Rothschild. A venda desses estoques ficou ao cargo da Brazilian Warrant Company.

### Compra da Cambuhy em 1924
Em novembro de 1924, a firma adquiriu a Companhia Agrícola e Pastoril d’Oeste de São Paulo (CIAPOSP) que operava a Fazenda Cambuhy, um grupo de fazendas com trinta mil alqueires administradas por Carlos Leôncio de Magalhães. A venda por vinte mil contos de rés foi a mais valiosa operação no ramo cafeeiro até então.

### Nacionalização
Na década de 1950, a companhia alterou seu nome para Brasil Warrant Companhia de Comércio e Participações e foi comprada por Walther Moreira Salles.
Incluídos na compra estavam a firma exportadora E. Johnston e a Fazenda Cambuhy. Essa fazenda foi loteada em 1958.
Em 1971, o grupo criou a Brasil Warrant Administração de Bens e Empresas S.A e, em 1998, a BW Gestão de Investimentos.